# Alexander Purnell
Alexander Richard Purnell (Brisbane, 30 de enero de 1995) es un deportista australiano que compite en remo. Su hermano Nicholas compitió en el mismo deporte.
Participó en los Juegos Olímpicos de Tokio 2020, obteniendo una medalla de oro en la prueba de cuatro sin timonel. Ganó dos medallas de plata en el Campeonato Mundial de Remo, en los años 2018 y 2022.
En 2022 fue condecorado con la Medalla de la Orden de Australia (OAM).

## Palmarés internacional
| Juegos Olímpicos   | Juegos Olímpicos         | Juegos Olímpicos | Juegos Olímpicos   |
| Año                | Lugar                    | Medalla          | Prueba             |
| ------------------ | ------------------------ | ---------------- | ------------------ |
| 2020               | Tokio (Japón)            | Medalla de oro   | Cuatro sin timonel |
| Campeonato Mundial |                          |                  |                    |
| Año                | Lugar                    | Medalla          | Prueba             |
| 2018               | Plovdiv (Bulgaria)       | Medalla de plata | Cuatro scull       |
| 2022               | Račice (República Checa) | Medalla de plata | Cuatro sin timonel |